# Høgni Hoydal

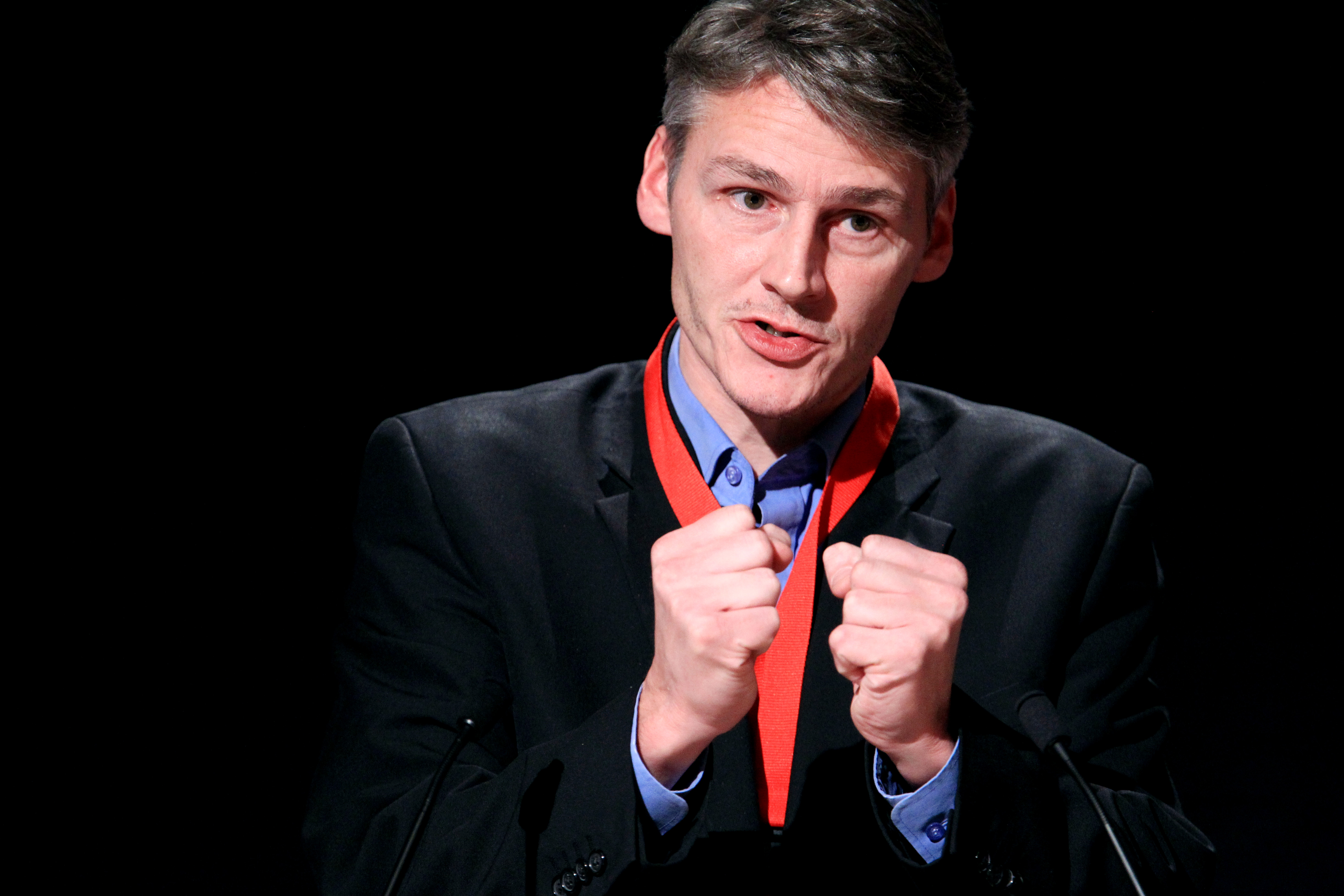
Høgni Hoydal auf einer Sitzung des Nordischen Rates 2010 in Reykjavík

Høgni Karsten Hoydal (* 28. März 1966 in Kopenhagen, wohnt in Hoyvík, Färöer) ist Vorsitzender der linksrepublikanischen Partei Tjóðveldi und war von März bis September 2008 der erste Außenminister in der Geschichte der Färöer. Von 2015 bis 2019 war er Minister für Fischerei sowie stellvertretender Ministerpräsident der Färöer.

## Familie und Ausbildung
Høgni Hoydal wurde in Kopenhagen als Sohn des färöischen Ehepaares Gunvør und Kjartan Hoydal geboren. Verheiratet ist er mit Hildur Hermansen und hat zwei Söhne und eine Tochter: Sjúrður (* 1988), Brim (* 1990) und Helgi (* 1996). Die Sängerin und Schauspielerin Annika Hoydal ist Høgni Hoydals Tante, der Schriftsteller Gunnar Hoydal sein Onkel. Sein Großvater Karsten Hoydal war Schriftsteller und Mitbegründer der Republikaner.
Nach seinem Abitur studierte er Geschichte und Kommunikationswissenschaften in Roskilde und arbeitete unter anderem als Fernsehjournalist im Sjónvarp Føroya.

## Politische Laufbahn
Høgni Hoydal wird allgemein zu den schillerndsten Figuren der färöischen Politik gezählt. Er ist vielleicht der bekannteste färöische Politiker im Ausland. Sein politisches Engagement zielt unermüdlich auf die Loslösung der Färöer von Dänemark und die Errichtung einer souveränen Republik Färöer.
Seit 1998 ist Høgni Hoydal Mitglied des färöischen Parlaments Løgting (2002, 2004 und 2008 wieder gewählt). Bis zum 15. Dezember 2003 war er auch Mitglied der Landesregierung der Färöer von Anfinn Kallsberg als Vizepremier, Justizminister, Minister für Nordische Zusammenarbeit und Minister für staatliche Unabhängigkeit. Ab der Folketingswahl 2001 war er zusätzlich Abgeordneter des dänischen Folketings in der Nordatlantischen Gruppe im Folketing. 2005 und 2007 wurde er wiedergewählt, bei der Folketingswahl 2011 verlor seine Partei ihr Mandat im Folketing. Høgni Hoydal schied daher aus dem Parlament aus, obwohl er das beste Ergebnis an persönlichen Stimmen aller Kandidaten erzielt hatte.
Bei der Løgtingswahl am 19. Januar 2008 wurden die Republikaner stärkste Partei und konnte unter dem Sozialdemokraten Jóannes Eidesgaard eine Linksregierung bilden. Høgni Hoydal wurde Außenminister der Färöer – ein Amt, das es vorher nur in Personalunion mit dem Ministerpräsidenten gab.
Mitte September 2008 kam es zum Eklat zwischen Hoydal und seinem sozialdemokratischen Regierungschef Jóannes Eidesgaard, als Hoydal beschuldigt wurde, die Schlösser zu einem Büro auf der Regierungshalbinsel Tinganes ausgewechselt und so dem Hausherrn den Zugang versperrt zu haben. Beobachter gingen davon aus, dass diese Affäre nur als äußerer Anlass für tiefer liegende landespolitische Differenzen genommen wurde. Hoydal wurde aus der Regierung entlassen, und am 24. September erklärte Eidesgaard seinen Rücktritt und die Bildung einer neuen Koalition.
Bei der Folketingswahl 2015 errang er aufgrund der Vorzugsstimmen eines der zwei färingischen Mandate, überließ den Sitz aber postwendend Magni Arge, der das zweitbeste Ergebnis an persönlichen Stimmen auf der Liste des Tjóðveldi erzielt hatte.
Am 15. September 2015 wurde er Minister für Fischerei sowie stellvertretender Ministerpräsident in der neugebildeten färöischen Landesregierung unter Ministerpräsident Aksel V. Johannesen und blieb es bis zum Regierungswechsel 2019. 

## Verschiedenes
Im Juni 2004 war Høgni Hoydal zusammen mit dem grönländischen Politiker Jonathan Motzfeldt in Flensburg zu Gast auf dem Jahrestreffen (Årsmøde) der dänischen Minderheit in Südschleswig.

## Publikationen
- Håb i Krise (Hoffnung in einer Krise) mit Michael Haldrup, 1995
- Myten om Rigsfællesskabet (Der Mythos der Reichsgemeinschaft mit Dänemark), 2000
- Frælsi er ábyrgd (Freiheit ist Verantwortung), 2000